# Orthosia nigrorenalis
Orthosia nigrorenalis är en fjärilsart som beskrevs av George Francis Hampson 1894. Arten ingår i släktet Orthosia och familjen nattflyn. Inga underarter finns listade i Catalogue of Life. Typlokalen ligger i Nepal.